# Stylogyne mathewsii
Stylogyne mathewsii là một loài thực vật có hoa trong họ Anh thảo. Loài này được Mez miêu tả khoa học đầu tiên năm 1902.